# Юкельсон Михайло Борисович
Михайло Борисович Юкельсон (13 січня 1867, Чернігів — 6 серпня 1938) — лікар-нейрохірург, професор, перший керівник нейрохірургічної клініки в Києві, батько Катерини Михайлівни Гаккебуш.

## Біографія
Народився в 13 січня 1867 року в Чернігові в інтелігентній родині. По закінченні Чернігівської гімназії вступив на медичний факультет Університету Святого Володимира у Києві.
В 1907 році був вибраний Радою Бердичівської єврейської лікарні на посаду завідувача хірургічним відділенням, а 15 листопада 1910 року був обраний на таку ж посаду Радою Київської єврейської лікарні (нині Київська обласна лікарня), керівником якої залишався до смерті.
В хірургічному відділенні Київської єврейської лікарні М. Б. Юкельсон запровадив широкий діапазон хірургічних втручань, завдяки чому воно стало хірургічним центром всього Південно-Західного краю Російської імперії. У клініці М. Б. Юкельсоном був розроблений метод ластики черевної стінки при діастазі м'язів з використанням методу «контрфалди», блискуче виконувалися операції на жовчовивідних шляхах.

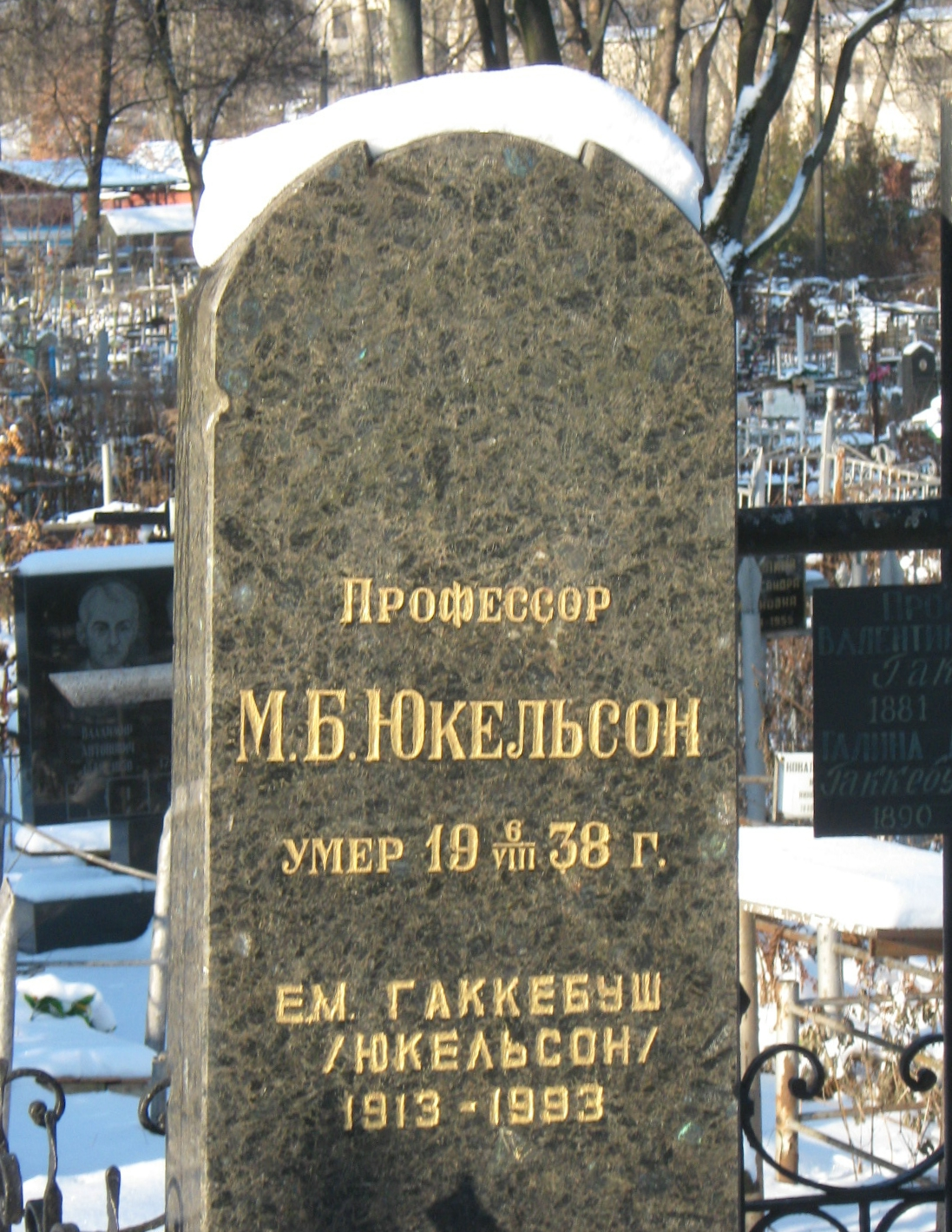
Могила Михайла Юкельсона

З 1913 року, коли нейрохірургія тільки починала
розвиватися, М. Б. Юкельсон виконував оперативні втручання з приводу пухлин задньої черепної
ямки. Крім пухлин центральної і периферичної нервової системи, зокрема, спинного мозку, збереглися згадки про виконані в клініці професора М. Б. Юкельсона операції з приводу сирингомієлії і арахноїдиту.
Помер 6 серпня 1938 року. Похований в Києві на Лук'янівському цвинтарі.